# Filippovia knipovitchi
Filippovia knipovitchi is een inktvissensoort uit de familie van de Onychoteuthidae. De wetenschappelijke naam van de soort is voor het eerst geldig gepubliceerd in 1972 door Filippova.